# Église Notre-Dame-du-Rosaire de Montréal
L'église Notre-Dame-du-Rosaire est une église catholique dans le quartier Villeray à Montréal, Québec. 

## Historique
Deuxième église de la paroisse, elle remplace celle construite en 1900 en briques et en bois. Elle est construite entre 1928 et 1930, selon les plans de Dalbé Viau et d'Alphonse Venne. Le soubassement et la crypte datent de 1917.
L'église est consacrée, le 7 octobre 1984, par Paul Grégoire.

## Description
Le plan de l'église est une croix latine avec un chœur en saillie et une abside en hémicycle.
Un orgue Casavant de quatre claviers, de quarante-cinq jeux et de 3485 tuyaux est installé en 1932.
Plusieurs sculptures de l'église sont l'œuvre de Bela Zoltvany (1891-1956). Les vitraux ont été créés par Guido Nincheri et Vincenzo Poggi. La voûte du chœur a été peinte par Nincheri.
Ses clochers abritent une sonnerie de 5 cloches livrées en 1946 par la fonderie Paccard d’Annecy-le-Vieux en France.

## Galerie

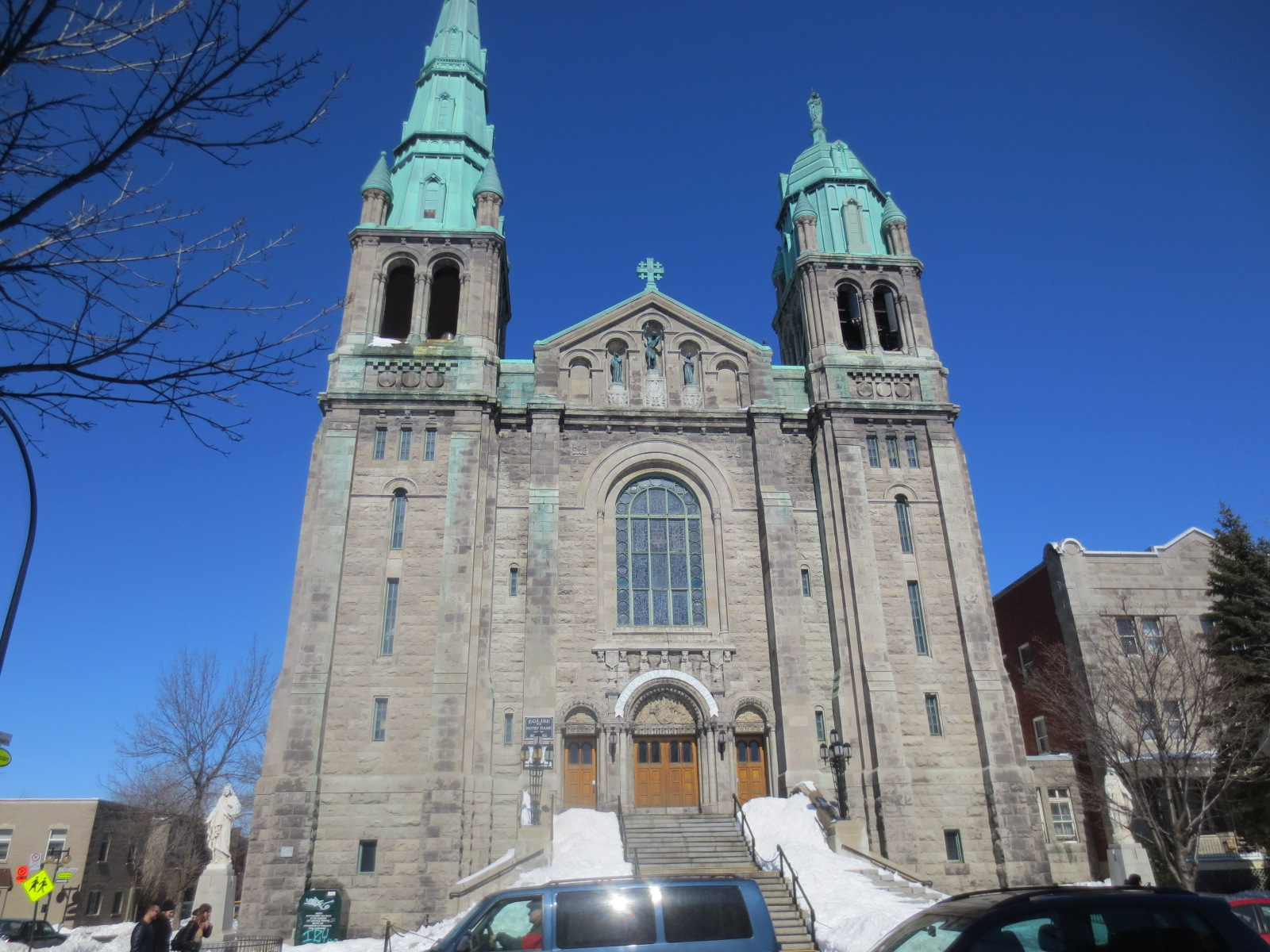
Façade
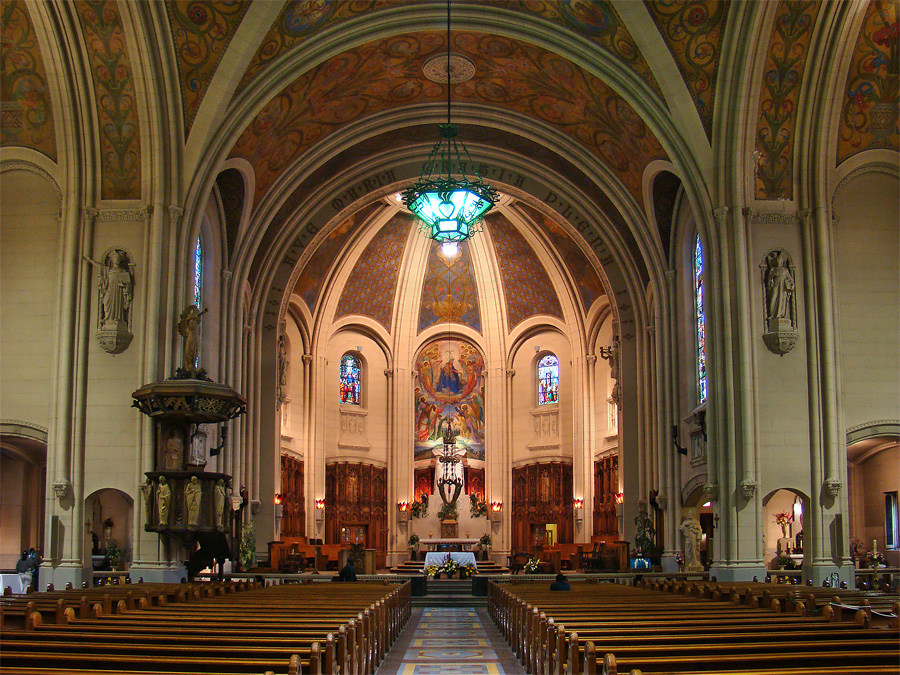
Vue du chœur
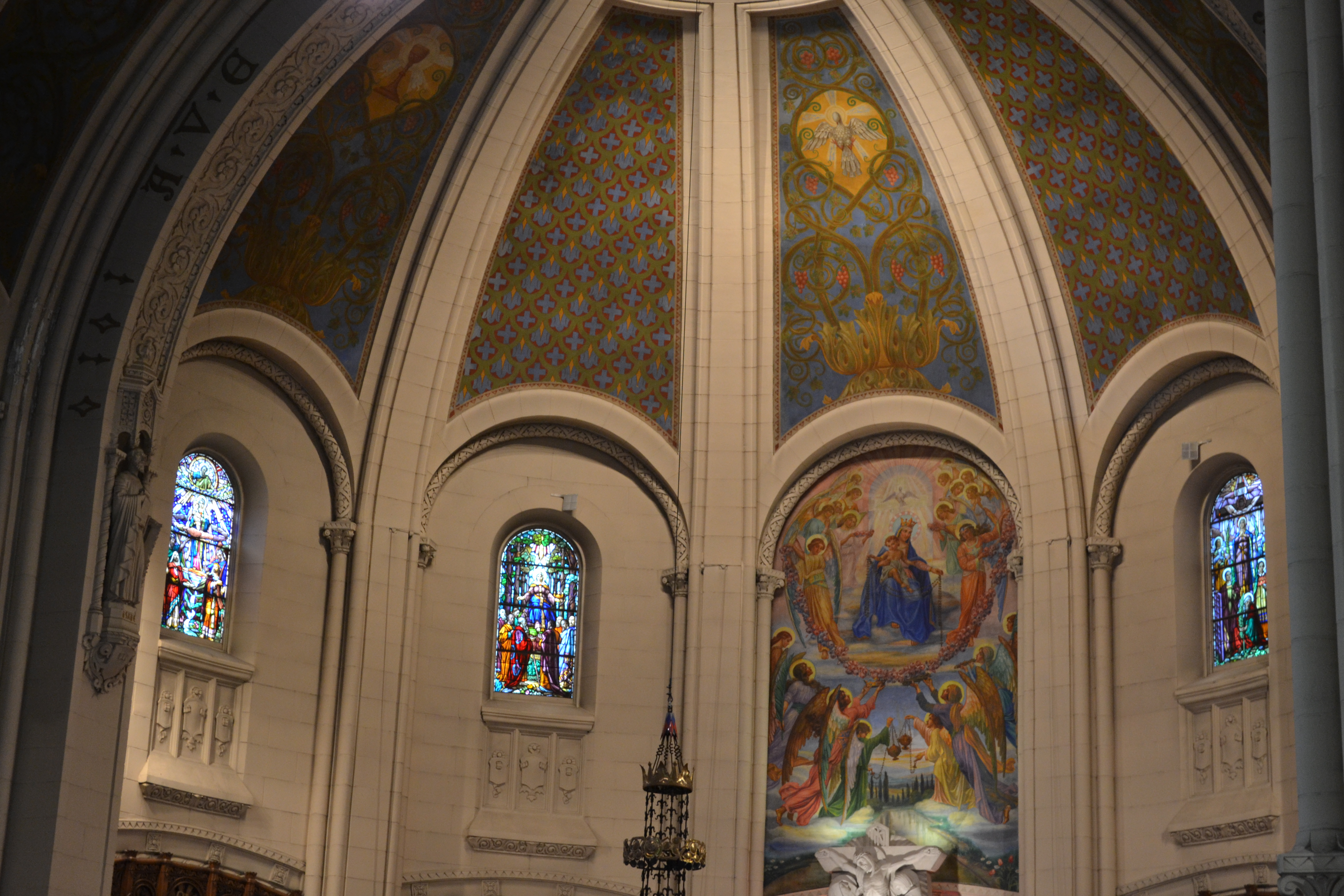
Fresques de la voûte et du chœur
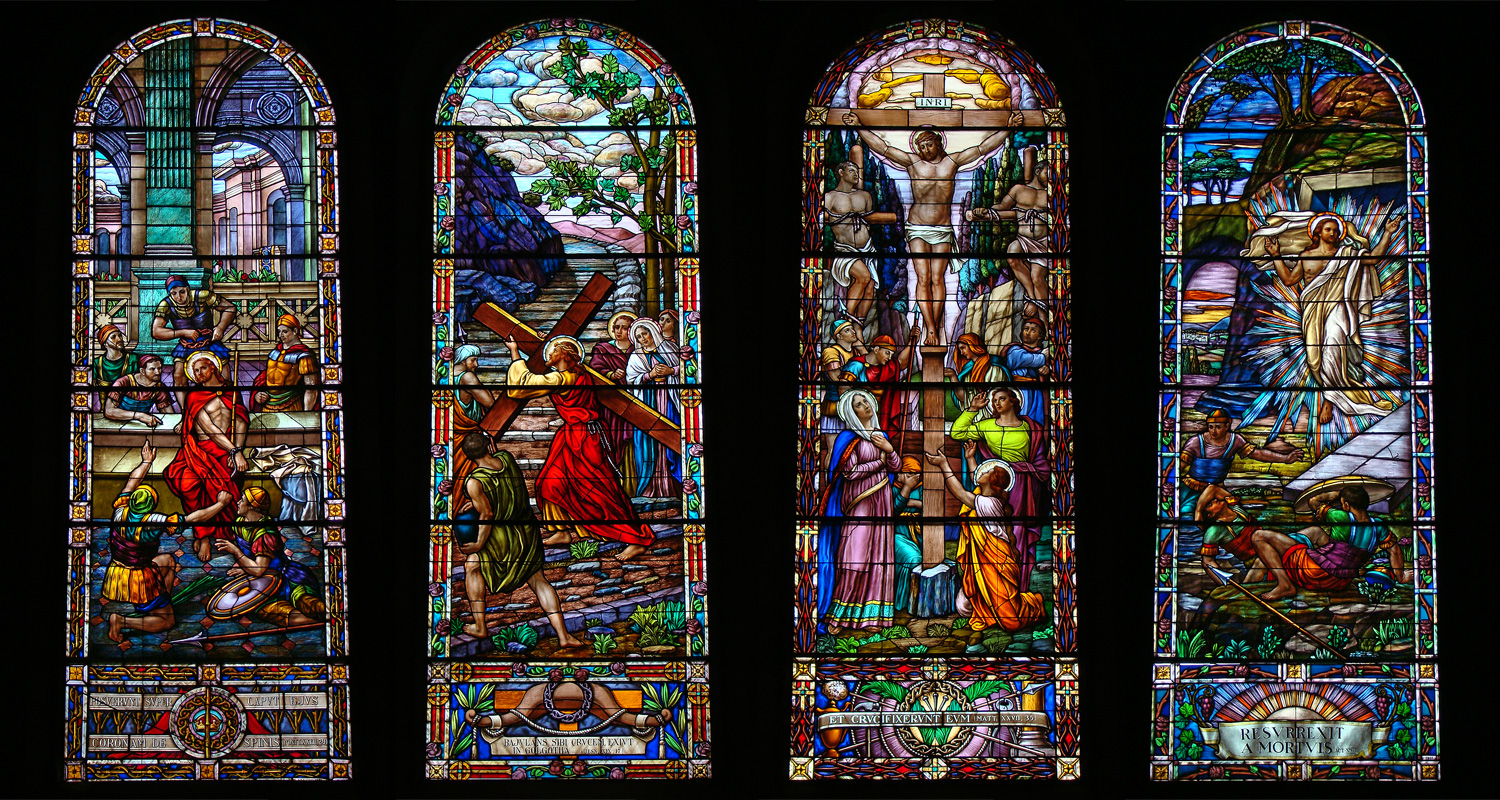
Vitraux de Guido Nincheri